# 喬許·萊恩·埃文斯
約書亞·萊恩·埃文斯（英語：Joshua Ryan Evans，1982年1月10日—2002年8月5日），是一位美國演員和配音員。1999年，因在肥皂劇《激情》中飾演提米·列諾克斯而聞名，在劇集播出後埃文斯獲得了一項日間時段艾美獎提名、兩座肥皂劇文摘獎、一項青年藝術家獎提名和新星獎，雖然他在肥皂劇《激情》出道時他只有17歲，但由於軟骨發育不全症（一種侏儒症），所以埃文斯的外表和聲音就像一个小孩。他身高只有97公分（3英尺2英寸）。

## 生平和事業
埃文斯出生於美國加利福尼亚州海沃，有兩個哥哥，但他的大哥在埃文斯還沒出生之前因病去世，當時也才8歲。埃文斯後來被診斷出患有侏儒症，所以他在青少年時期身高約90幾公分以下，他最多長到了97公分（3英尺2英寸）之後停止了生長。
1994年，12歲的埃文斯以童星的身分出道展開了他的演藝事業，出現在各種廣告中，他在“跳舞的嬰兒”冰淇淋廣告中獲得了一席之地。最初在1996年至1997年，埃文斯在情境喜劇《凡人瑣事》上客串演出並首次亮相螢幕，並飾演斯蒂維爾。1998年，埃文斯受到了彼得·邁克尼科爾的賞識，並將他介紹給導演大衛·E·凱利，並讓他在法律喜劇電視連續劇《艾莉的異想世界》上客串演出，並飾演奧倫苦力，他在劇中成為了讓克莉絲塔·芙哈特所飾演的主角艾莉的為難兒童律師。1999年，埃文斯在肥皂劇《激情》中飾演一個洋娃娃提米·列諾克斯，這是他的首次亮相，在此期間他也在急診室迷你劇《P·T·巴納姆》（P.T. Barnum）中飾演拇指將軍湯姆，在家庭喜劇電影《天才寶貝》（也譯為：強棒奶娃）中以蹣跚學步的身份首次亮相，在劇中他飾演的角色是所有的嬰兒並做了所有的事情跳舞。之後，他也在家庭電視劇《第七天堂》上客串，並飾演亞當，也在恐怖幻想電視劇《鬧鬼：遺產》中客串，之後他也在卡通電視連續劇《大頭仔天空》（譯名：嘿！阿諾德）為一個三年級學生配音，也在另一部卡通電視連續劇《尿布一族》（又稱：淘氣小兵兵）中為一個小男孩配音。2000年，他在聖誕節喜劇片《鬼靈精》上客串演出，並飾演8歲的鬼靈精。

### 逝世
2002年8月5日，20岁的埃文斯近期因心律不整，他只好選擇了息影並在聖地亞哥的一家醫院接受了治療，做了三次心臟直視手術，卻在醫療過程中因心臟病併發症去世。埃文斯被火化，他的骨灰被安葬在好萊塢山的森林草坪紀念公園的一個壁龕裡。

### 身後
聖誕節喜劇片《鬼靈精》成了埃文斯的遺作，之前為電視劇《激情》錄製的死亡場景在他去世的同一天播出，這一集是獻給他的。提米這個角色原本打算成為天使並繼續出現在節目中，但整個故事情節在埃文斯因病去世後很快被改寫以刪除角色（儘管最終播出了一個已經拍攝的場景，顯示提米在天堂，作為一種尾聲）。

## 作品列表

### 電影或電視節目
| 年份                               | 標題               | 角色        |
| ---------------------------------- | ------------------ | ----------- |
| 1996–1997年                        | 《凡人瑣事》       | 斯蒂維爾    |
| 1998年                             | 《艾莉的異想世界》 | 奧倫苦力    |
| 1999年                             |                    |             |
| 《鬧鬼：遺產》                     | 存在（聲音）       |             |
| 《大頭仔天空》（譯名：嘿！阿諾德） | 三年級學生（配音） |             |
| 《第七天堂》                       | 亞當               |             |
| 《P·T·巴納姆》（P.T. Barnum）      | 拇指將軍湯姆       |             |
| 《尿布一族》（又稱：淘氣小兵兵）   | 小男孩（配音）     |             |
| 《天才寶貝》（也譯為：強棒奶娃）   | 嬰兒               |             |
| 《激情》                           | 提米·列諾克斯      |             |
| 2000年                             | 《鬼靈精》         | 8歲的鬼靈精 |

## 獎項和提名

### 青年藝術家獎
| 年份   | 頒獎典禮           | 獎項           | 作品     | 結果 |
| ------ | ------------------ | -------------- | -------- | ---- |
| 2000年 | 第22屆青年藝術家獎 | 肥皂劇最佳演員 | 《激情》 | 提名 |

### 新星獎
| 年份   | 頒獎典禮    | 獎項                          | 作品     | 結果 |
| ------ | ----------- | ----------------------------- | -------- | ---- |
| 2000年 | 第5屆新星獎 | 日間電視劇最佳年輕男演員/表演 | 《激情》 | 獲獎 |

### 肥皂劇文摘獎[2][3]
| 年份   | 頒獎典禮           | 獎項               | 作品     | 結果 |
| ------ | ------------------ | ------------------ | -------- | ---- |
| 2000年 | 第23屆肥皂劇文摘獎 | 最佳電影場景竊取者 | 《激情》 | 獲獎 |
| 2001年 | 第24屆肥皂劇文摘獎 | 最佳電影場景竊取者 | 《激情》 | 提名 |

### 艾美獎[1][2]
| 年份   | 頒獎典禮       | 獎項                               | 作品     | 結果 |
| ------ | -------------- | ---------------------------------- | -------- | ---- |
| 2001年 | 日間時段艾美獎 | 日間艾美獎戲劇類影集最佳年輕男演員 | 《激情》 | 提名 |

## 外部連結
- 喬許·萊恩·埃文斯在互联网电影资料库（IMDb）上的資料（英文）
- 在Find a Grave上的喬許·萊恩·埃文斯
- 喬許·萊恩·埃文斯(Josh Ryan Evans)爛番茄網站（页面存档备份，存于）
- 喬許·萊恩·埃文斯(Josh Ryan Evans)電影資料庫（页面存档备份，存于）